# Sonic Riders
Sonic Riders (ソニックライダーズ, Sonikku Raidāzu) is een racespel uit de Sonic the Hedgehog-franchise. Het spel is ontwikkeld door de Amerikaanse tak van Sonic Team, en uitgebracht door Sega voor de Nintendo GameCube, PlayStation 2, Microsoft Xbox en pc. Het spel is het vierde Sonic-racespel. De eerste drie waren Sonic Drift, Sonic Drift 2 en Sonic R.
Het spel werd uitgebracht om het 15-jarige jubileum van de Sonic-spellen te vieren. De Xbox-versie van het spel werd aanvankelijk uitgebracht met een gratis Sonic X-dvd, maar deze actie werd stopgezet toen de verkoop tegen viel.

## Verhaal
Team Sonic:
Sonic the Hedgehog, Miles "Tails" Prower en Knuckles the Echidna zijn op zoek naar een chaosdiamant in het nachtelijke Future City. Een bende dieven genaamd de Babylon Rogues blijkt hen echter voor te zijn. Ze rijden op Extreme Gear, vliegende surfplanken die sneller zijn dan Sonic, en de drie kunnen ontsnappen met de chaosdiamant.
De volgende dag kondigt Dr. Eggman aan dat hij een race heeft opgezet genaamd de "EX World Grand Prix," om zo te zien wie het beste kan omgaan met de Extreme Gear. De prijs van de race is de zeven chaosdiamanten. Sonic, Tails en Knuckles schrijven zich in voor de race. Ook de drie dieven van de avond ervoor doen mee. Al snel ontstaat er een grote rivaliteit tussen Sonic’s team en de Babylon Rogues. Eggman doet zelf ook mee aan de race, evenals enkele andere personages.
Babylon Rogues:
In de luchtship bekeek Jet The Hawk een speciale kubus. Storm the Albatross en Wave the Swallow kwamen binnen, in de hoop dat de kubus een hint gaf over een schat, verborgen in de verloren Babylon Garden. Wave vertelde dat Dr. Eggman een ontmoeting wilde met Jet. Tijdens de ontmoeting vertelde Dr. Eggman dat Jet de zeven chaosdiamanten moet geven zodat de speciale kubus een hint geeft, ook moet hij Sonic The Hedgehog verslaan. Jet accepteert de opdracht en doet samen met Wave en Storm mee aan de EX Word Grand Prix.

## Personages
De personages in Sonic Riders zijn onderverdeeld in drie groepen: snelheid, kracht en vliegen. Alleen Super Sonic is een geval apart. Het spel introduceert drie nieuwe personages: Jet the Hawk, Wave the Swallow, en Storm the Albatross. Personages in het spel zijn:
Snelheid
Sonic the Hedgehog, Amy Rose, Jet the Hawk, Shadow the Hedgehog, E-10000R en Ulala. Deze personages hebben de meeste snelheid, en kunnen op stukken rails rijden.
Kracht
Knuckles the Echidna, Storm the Albatross, Dr. Eggman, E-10000G en
AiAi: deze personages hebben de beste vaardigheden voor buiten het parcours, en kunnen door bepaalde obstakels heen breken.
Vliegen
Miles "Tails" Prower, Wave the Swallow, Cream the Rabbit, Rouge the Bat, en
Nights: deze personages kunnen het snelste optrekken en kunnen door luchtringen vliegen die hen extra snelheid geeft.

## Circuits
Er zijn in totaal 16 racecircuits in het spel, waarvan er 13 voorkomen in de verhaalmode en drie in de Survival Battle Mode. De Sega Carnival en Sega Illusion levels, die beide ontsluitbaar zijn, bevatten referenties naar veel andere Sega-franchises zoals Samba de Amigo, Billy Hatcher and the Giant Egg, Nights, Super Monkey Ball, Crazy Taxi, Space Channel 5, ChuChu Rocket!, en Fantasy Zone.
Sommige levels lijken echter sterk op elkaar, zoals de Metal City en Night Chase circuits.

## Ontvangst
Sonic Riders ontving gemengde reacties:
| Beoordeeld door         | Score      |
| ----------------------- | ---------- |
| Nintendo Power          | 8,0 uit 10 |
| GameSpot                | 6,6 uit 10 |
| Gamesmaster Magazine UK | 65%        |
| IGN                     | 6,2 uit 10 |
| Games Radar             | 5 uit 10   |
| X-Play                  | 3 uit 5    |
| Game Informer           | 5 uit 10   |

| Beoordeeld door                 | Platform      | Datum            | Score |
| ------------------------------- | ------------- | ---------------- | ----- |
| Nintendojo                      | GameCube      | 2006             | 77%   |
| TeamXbox                        | Xbox          | 24 februari 2006 | 70%   |
| GameSpot                        | GameCube      | 1 maart 2006     | 66%   |
| SegaFan.com                     | Xbox          | 7 oktober 2009   | 66%   |
| Play.tm                         | PlayStation 2 | 30 maart 2006    | 64%   |
| IGN                             | GameCube      | 23 februari 2006 | 62%   |
| GameSpot                        | Windows       | 7 december 2006  | 62%   |
| IGN                             | PlayStation 2 | 23 februari 2006 | 62%   |
| Electronic Gaming Monthly (EGM) | PlayStation 2 | april 2006       | 52%   |
| JeuxVideoPC.com                 | Windows       | 15 februari 2007 | 25%   |

## Archie comics
Het spel diende als basis voor deel 163 en 164 van Archie Comics Sonic-strip.

## Platforms
| Platform      | Jaar |
| ------------- | ---- |
| GameCube      | 2006 |
| PlayStation 2 | 2006 |
| Windows       | 2006 |
| Xbox          | 2006 |